# Ischnocampa admeta
Ischnocampa admeta är en fjärilsart som beskrevs av George Francis Hampson 1920. Ischnocampa admeta ingår i släktet Ischnocampa och familjen björnspinnare. Inga underarter finns listade i Catalogue of Life.